# レオ・パーカー
レオ・パーカー（Leo Parker、1925年4月18日 - 1962年2月11日）は、アメリカ・ワシントンD.C.出身のジャズ・バリトン ・サックス奏者
。ブルーノート・レーベルに録音を残している。
結核で療養生活を送っていた時期がある

。

## ディスコグラフィ

### リーダー・アルバム
- Billy in the Lion's Den (1957年、King) ※with ビル・ジェニングス
- 『レット・ミー・テル・ユー・バウト・イット』 - Let Me Tell You 'Bout It (1961年、Blue Note)
- 『ローリン・ウィズ・レオ』 - Rollin' with Leo (1961年、Blue Note)
- The Late Great King Of The Baritone Sax (1971年、Chess)

### 参加アルバム
コールマン・ホーキンス
- Rainbow Mist (1992年、Delmark) ※1944年録音

イリノイ・ジャケー
- 『キッド・アンド・ザ・ブルート』 - The Kid and the Brute (1955年、Clef) ※with ベン・ウェブスター
- Illinois Jacquet / Leo Parker - Toronto 1947 (2013年、Uptown)
- Jumpin' at Apollo (2002年、Delmark)

デクスター・ゴードン
- 『デクスター・ライズ・アゲイン』 - Dexter Rides Again (1958年、Savoy) ※1945年–1947年録音
- Long Tall Dexter (1976年、Savoy) ※1945年–1947年録音

J・J・ジョンソン & カイ・ウィンディング
- 『ジェイ・アンド・カイ』 - Jay & Kai (1955年、Savoy)

J・J・ジョンソン
- 『ジェイ・ジェイ・ジョンソン・ジャズ・クインテット』 - J.J. Johnson's Jazz Quintets (1961年、Savoy)